# Бакаидов, Иван Александрович
Ива́н Алекса́ндрович Бака́идов (6 октября 1998, Санкт-Петербург) — российский программист и общественный деятель, блогер. С детства страдает церебральным параличом, но этот диагноз не мешает ему вести яркую и насыщенную жизнь. Программист-самоучка, работает над сервисами, которые способны облегчить жизнь людям с ограниченными возможностями.

## Биография
Иван родился в 1998 году в Санкт-Петербурге, Россия.
Мама Ивана — Юлия Васильчикова, фотограф.
В 2017 году 19-летний Иван представил свои разработки на саммите ООН в Стамбуле, что сделало его известным.
В 2018 году Иван стал номинантом премии ООН World Summit Awards.
В 2019 — включён в список 50 наиболее известных людей Санкт-Петербурга.
В 2020 году Иван включён в список номинантов тридцати самых перспективных россиян до 30 лет Форбс.
Разработчик группы приложений для людей с нарушениями функции речи LINKa.